# منطقة جهالورا
جهالورا رمزها «JW» (بالإنجليزية: Jhalawar)‏ ، هو تقسيم إداري لدولة الهند تتبع ولاية راجاستان (بالإنجليزية: Rajasthan)‏ ، مركزها هو مدينة جهالورا (بالإنجليزية: Jhalawar)‏ عدد سكانها حسب تعداد سنة 2001 هو 1,180,342 ، مساحتها 6,219 كم² وكثافة السكان 190 لكل كم² .